# 2015 en gymnastique
| Années de la gymnastique : 2012 - 2013 - 2014 - 2015 - 2016 - 2017 - 2018    |
| Décennies de la gymnastique : 1980 - 1990 - 2000 - 2010 - 2020 - 2030 - 2040 |

Les faits marquants de l'année 2015 en gymnastique

## Principaux rendez-vous
coupes du monde : Coupe du monde de gymnastique artistique 2015 - Coupe du monde de gymnastique rythmique 2015
- avril : Championnats d'Europe de gymnastique artistique 2015
- mai : Championnats d'Europe de gymnastique rythmique 2015
- juin : Championnats de France Elite 2015
- septembre : Championnats du monde de gymnastique rythmique 2015
- octobre : Championnats du monde de gymnastique artistique 2015
- novembre : Championnats du monde de trampoline 2015